# María Luisa Flores
Cet article possède des homonymes et des paronymes, voir Maria, Luisa et Flores.
María Luisa Flores García, née le 12 octobre 1979 à Caracas au Venezuela, est une actrice et mannequin vénézuélienne.

## Filmographie
- 2010 : Doña Bella (série télévisée, 3 épisodes) : Inés Segovia
- 2011 : Correo de Inocentes (série télévisée, 3 épisodes)
- 2011 : Popland! (série télévisée, 2 épisodes) : Carla Romano
- 2011 : Primera dama (série télévisée, 1 épisode) : Paula Méndez
- 2013 : Mentiras Perfectas (série télévisée, 1 épisode) : Adriana
- 2014 : Liz en Septiembre : Alex
- 2014 : Reina de corazones (série télévisée, 133 épisodes) : Constanza 'Connie' Leiva
- 2015 : Dueños del paraíso (série télévisée, 51 épisodes) : Paola Quezada
- 2015 : Los señores (série télévisée, 120 episodes) : Amaranta Thompson Johnson
- 2018 : Enseñanza (série télévisée, 75 episodes) : Bárbara Shayk
- 2023 : Faux Profil (série télévisée, 10 épisodes) : Sofía